# Banská Štiavnica (huyện)
Banská Štiavnica (okres Banská Štiavnica) là một huyện nằm tại vùng Banská Bystrica, trung Slovakia. Từ năm 1918 trở về trước, hầu hết huyện thuộc hạt Hont của Vương quốc Hungary ngoại trừ Močiar và Podhorie ở phía bắc của huyện thuộc Tekov, và làng Kozelník ở phía đông thuộc Zólyom.
Huyện có 15 đô thị, trong đó có 1 thị trấn

## Dân số
| Năm            | 1994   | 2004   | 2014   | 2024   |
| -------------- | ------ | ------ | ------ | ------ |
| Số lượng người | 17.028 | 17.046 | 16.367 | 15.350 |
| Sự khác biệt   |        | +0,10% | −3,98% | −6,21% |

| Năm            | 2023   | 2024   |
| -------------- | ------ | ------ |
| Số lượng người | 15.407 | 15.350 |
| Sự khác biệt   |        | −0,36% |

## Đô thị
- Baďan
- Banská Belá
- Banská Štiavnica
- Banský Studenec
- Beluj
- Dekýš
- Ilija
- Kozelník
- Močiar
- Počúvadlo
- Podhorie
- Prenčov
- Svätý Anton
- Štiavnické Bane
- Vysoká